# ماچ مارکل
ماچ مارکل (به انگلیسی: Much Marcle) یک روستا و محله مدنی در بریتانیا است که در هرفوردشر واقع شده‌است. ماچ مارکل ۶۶۰ نفر جمعیت دارد.